# Deadly Dozen
Deadly Dozen — тактический шутер от первого лица, действие которого разворачивается во время Второй мировой войны. Название отсылает к популярному фильму о войне «Грязная дюжина». Как и в фильме, в игре рассказывается об отряде, созданном из приговорённых к смерти или длительным срокам заключения солдат. Они получают шанс искупить вину кровью, выполняя самые опасные задания. Каждый боец имеет определенную военную специальность: снайпер, сапёр и т. п. Перед началом миссии игрок выбирает четырех бойцов, формируя боевую группу, и приступает к выполнению поставленной задачи. Миссии проходят как на европейском театре военных действий, так и на тихоокеанском.
Игра разработана компанией nFusion Interactive и издана компанией Infogrames в 2001 году.
В 2002 году вышло продолжение игры — Deadly Dozen: Pacific Theater.

## Оценки
| Сводный рейтинг | Сводный рейтинг |
| Агрегатор       | Оценка          |
| --------------- | --------------- |
| GameRankings    | 61,33 %         |